# Пољице (Фоча)
Пољице је насељено мјесто у Републици Српској у општини Фоча који припада Босни и Херцеговини. Према попису становништва из 1991. у насељу је живјело 263 становника.
Овом, мало насељеном мјесту данас, 1962. године су припојена мјеста и то следећим редослиједом: Бадњине, Клијешта, и Вођице.

## Географија
Насеље се налази у југоисточном делу Босне и Херцеговине и део је ентитета Републике Српске i смјештено је 8 километара од Миљевине на путу према Сарајеву
С обзиром на карактер рељефа, на подручју насеља углавном је заступљена планинска клима, са великом шумском распростањености. Поред шума најзаступљеније је обрадиво земљиште.

## Становништво
| Народ     | Попис 1961. | Попис 1971. | Попис 1981. | Попис 1991. |
| --------- | ----------- | ----------- | ----------- | ----------- |
| Хрвати    |             |             |             |             |
| Муслимани | 157         | 330         | 260         | 227         |
| Срби      | 106         | 125         | 85          | 55          |
| остали    |             | 1           | 11          |             |
| Укупно    | 263         | 456         | 356         | 287         |